# 吉田良平
吉田 良平（よしだ りょうへい、1984年12月7日 - ）は、日本のラグビーユニオン選手。

## プロフィール
- 千葉県出身。
- ポジションはスタンドオフ(SO)。
- 身長 180cm、体重 90kg
- ニックネームはりょうへい。
- U23日本代表に選ばれたことがある[1]。

## 略歴
16歳からラグビーを始めた。 
2003年、千葉市立稲毛高校卒業後、東海大学に入学する。
2006年、東海大学体育会ラグビーフットボール部の副主将に就任した。
2007年、東海大学卒業後、東芝ブレイブルーパスに加入。同年10月26日に行われたジャパンラグビートップリーグ第1節のサントリーサンゴリアス戦に途中出場で公式戦初出場を果たす。 
2017年、東芝ブレイブルーパスを退団した。